# Archives départementales de l'Ariège
Les archives départementales de l'Ariège sont un service du conseil départemental de l'Ariège, chargé de collecter les archives, de les classer, les conserver et les mettre à la disposition du public. Elles se situent à Foix.

## Directeurs
- 1845-1872 : Jean-Lucien Orliac ;
- 1872-1873 : Étienne Legrand ;
- 1874-1895 : Félix Pasquier [2];
- 1896-1902 : Guy Trouillard ;
- 1902-1904 : François Galabert ;
- 1904-1919 : Edmond Pelissier ;
- 1919-1950 : Éloi Laval ;
- 1950-1953 : Bernard Savouret ;
- 1953-1963 : Bernard Lemée ;
- 1963-1970 : Agnès de Saint-Blanquat ;
- 1970-1976 : Jean-François Le Nail ;
- 1976-2017 : Claudine Pailhès ;
- depuis 2018 : Marigeorges Allabert ;

## Accès
Les archives sont situées 59 rue de la Montagne 09000 Foix.

## Association des Amis des archives de l’Ariège
Créée en avril 2008, cette association a voulu pallier la disparition de la Société Ariégeoise des Sciences, Lettres et Arts qui a édité une revue de 1882 à 2002 avec une interruption entre 1945 et 1959. Elle publie, entre autres activités, des études originales, écrites par des historiens, archivistes, érudits ou étudiants, qui concernent l’histoire et le patrimoine de l’Ariège dans sa revue annuelle de référence Archives ariégeoises dont les plus anciens numéros sont disponibles en ligne.

## Pour approfondir